# Casato di Mindaugas
Il casato di Mindaugas fu la prima famiglia reale del Granducato di Lituania: traeva origine da Mindaugas, il primo sovrano conosciuto e su cui non si hanno dubbi storiografici della Lituania. Fu incoronato re di Lituania nel 1253 e assassinato dieci anni dopo. Le sue relazioni familiari note terminano con i suoi figli; non sono state mai rinvenute notizie sui suoi pronipoti o su un eventuale rapporto con i Gediminidi, una dinastia di sovrani della Lituania e Polonia che fu avviata da Butigeidis nel 1285 circa e terminò con Sigismondo II Augusto nel 1572.
Gli storici hanno dovuto effettuare estenuanti imprese nel tentativo di ricostruire l'intero albero genealogico a causa della penuria di fonti scritte sulla storia pre-medievale e alto-medievale della Lituania. La questione è ulteriormente complicata dalle genealogie narrate nei testi del XVI-XVII secolo, in particolare la cronaca di Bychowiec, che mescolavano leggende e fatti storici realmente accaduti. Le leggende sui Polemonidi, una nobile famiglia dell'Impero romano stabilitasi in Lituania che diede origine al Ducato, sono piuttosto popolari e diffuse in queste genealogie. I dati storici certi provengono dalle cronache russe e livoni, la più importante delle quali è il codice Ipaziano.

## Albero genealogico
Mindaugas e suo fratello Dausprungas sono citati per la prima volta tra i cinque duchi anziani in un trattato del 1219 con la Galizia-Volinia. Poiché a quel tempo entrambi i fratelli dovevano essere relativamente giovani, è plausibile ipotizzare fossero gli eredi di qualche duca di buona fama. Tuttavia, nessuna fonte scritta del tempo parla del loro padre, tranne la cronaca rimata di Livonia, la quale parla di lui come di un duca potente (ein kunic grôß). Le cronache scritte tra il XVI e il XVII secolo gli assegnarono il nome di Ryngold (in lituano: Ringaudas) e lo fecero rientrare nelle leggende dei Polemonidi. Lo storico Edvardas Gudavičius ha sostenuto che, poiché il trattato del 1219 menzionava due coppie di giovani fratelli tra i 5 duchi anziani (Mindaugas e Dausprungas, Daujotas e Vilikaila), era molto probabile che fossero figli dei potenti duchi lituani Daugirutis e Stekšys, uccisi nel 1213 e 1214.
Dausprungas non è menzionato altrove. Tuttavia, è noto che Mindaugas aveva due nipoti, Tautvilas e Gedvydas, che intrapresero una guerra contro lo zio. Poiché gli storici non dispongono di dati sugli altri fratelli di Mindaugas, si presume generalmente che questi due fossero figli di Dausprungas. Durante la guerra civile del 1249-1252, Tautvilas e Gedvydas chiesero supporto bellico a Danilo di Galizia, il cognato. Quest'informazione implica che Mindaugas avesse anche una sorella, seconda moglie di Danilo e da cui non ebbe figli. La moglie di Dausprugas deve essere stata la sorella del duca di Samogizia Vykintas poiché quest'ultimo era lo zio di Tautvilas e Gedvydas. Si ritiene che Gedvydas morì nel 1253 in una campagna contro la Boemia, poiché non vi sono più riferimenti alla sua figura negli anni successivi. Tautvilas fu ucciso da suo cugino Treniota nel 1263. Alcuni storici ritengono Tautvilas avesse un figlio, Costantino, posto a capo di Vicebsk; altri non concordano e affermano che suo figlio potrebbe essere stato Aigust, inviato da Novgorod a Pskov nel 1271.
Si presume Mindaugas ebbe tre mogli, anche se non si sa nulla della prima. A una simile ipotesi si è giunti riflettendo sul fatto che Mindaugas avesse due figli più grandi, Vaišvilkas e una figlia il cui nome è sconosciuto, che già conducevano una vita in maniera indipendente, mentre i figli che Mindaugas aveva con Morta erano giovani e ancora non avevano lasciato il padre. Vaišvilkas divenne un ortodosso così devoto che abbandonò volontariamente il titolo di Granduca di Lituania in favore di suo cognato Švarnas e morì senza lasciare eredi. L'unica figlia conosciuta di Mindaugas, finita in sposa a Švarnas nel 1255, divenne regina di Galizia (1255-1264) e principessa di Chełm (1264). Secondo una testimonianza, dopo la morte di Švarnas, il suo fratellastro Leone I di Galizia sposò la vedova senza figli Ramona, prima in dote al conte alleato Hujd. I loro figli furono i creatori della nobile famiglia Sas dell'Ucraina occidentale e della Polonia.
Nel commento del trattato del 1219 con la Galizia-Volinia si nota che Mindaugas prese per sé la moglie di Vismantas dalla famiglia Bulionis. Si presume che la moglie di Vismantas e Morta fossero la stessa donna. Vismantas morì nel 1252 in una battaglia contro Mindaugas; la data del matrimonio tra Mindaugas e Morta resta sconosciuta e vi è persino incertezza su quanti figli ebbe davvero la coppia. Le cronache ne menzionano due, Replys e Gerstukas, nel 1261. Nel 1263 viene indicato che Mindaugas e due suoi figli di nome Ruklys e Rupeikis furono assassinati. Questa è l'unica informazione disponibile e gli storici non sono d'accordo sul fatto che si trattasse delle stesse due persone: potrebbe darsi i figli siano stati effettivamente quattro oppure che il nome fu distorto o erroneamente trascritto dagli scribi. Le uniche persone note che rivendicarono la corona dopo l'assassinio del primo Granduca sono solo Vaišvilkas e Tautvilas; ciò indicherebbe che, a prescindere se i figli fossero stati due o quattro, nella seconda ipotesi erano morti in gioventù.
Dopo che Morta si spense nel 1262, Mindaugas prese per sé la sorella di sua moglie (nomen nescio) come moglie, nonostante questa fosse sposata con Dovmont di Pskov. Tale atto spinse Daumantas a diventare un alleato di Treniota e ad assassinare in prima persona Mindaugas e due dei suoi figli. Treniota era il nipote di Mindaugas. Si ritiene che fosse figlio di un duca di Samogizia, Vykintas o Erdvilas. Se fosse davvero Vykintas, si sarebbe di fronte ad un doppio matrimonio: la sorella di Vykintas avrebbe sposato Dausprungas e la sorella di Dausprungas (e di Mindaugas) avrebbe sposato Vykintas. Erdvilas è menzionato una sola volta nel trattato del 1219. L'altro nipote, Lengvenis, ricoprì una carica militare nello stato lituano nel 1242-1260.

## Struttura del casato
L'albero genealogico va letto e interpretato sulla base di quanto affermato nel paragrafo precedente:
| Progenitore |        |  | Figli                                 |  |  | Suoceri                                |        |  | Discendenti                                |
| |        |  |                                       |  |  |                                        |        |  |                                            |
| |        |  |                                       |  |  |                                        |        |  | Figlia                                     |
| |        |  |                                       |  |  |                                        |        |  | Sposata con: Danilo, Re di Galizia-Volinia |
| |        |  |                                       |  |  |                                        |        |  |                                            |
| |        |  | Dausprungas                           |  |  | Nome ignoto                            |        |  | Tautvilas                                  |
| |        |  | Unica menzione: 1219                  |  |  | Sorella di Vykintas                    |        |  | Morto: 1263                                |
| |        |  |                                       |  |  |                                        |        |  |                                            |
| |        |  |                                       |  |  |                                        |        |  | Gedvydas                                   |
| |        |  |                                       |  |  |                                        |        |  | Morto: 1253 circa                          |
| |        |  |                                       |  |  |                                        |        |  |                                            |
| |        |  |                                       |  |  |                                        |        |  | Vaišvilkas                                 |
| |        |  |                                       |  |  | Nome ignoto (prima moglie)             |        |  | Granduca della Lituania: 1264–1267         |
| |        |  |                                       |  |  | Nome ignoto (prima moglie)             |        |  |                                            |
| |        |  |                                       |  |  | Nome ignoto (prima moglie)             |        |  |                                            |
| |        |  |                                       |  |  | Nome ignoto (prima moglie)             | Figlia |  |                                            |
| |        |  |                                       |  |  |                                        |        |  | Sposata con: Švarnas, Re di Galizia        |
| |        |  |                                       |  |  |                                        |        |  |                                            |
| |        |  |                                       |  |  |                                        |        |  | Replys                                     |
| |        |  |                                       |  |  |                                        |        |  | Unica menzione: 1261                       |
| |        |  |                                       |  |  |                                        |        |  |                                            |
| |        |  |                                       |  |  |                                        |        |  | Gerstukas                                  |
| Padre di Mindaugas |        |  | Mindaugas                             |  |  | Morta (seconda moglie)                 |        |  | Unica menzione: 1261                       |
| Padre di Mindaugas |        |  | Mindaugas                             |  |  | Morta (seconda moglie)                 |        |  |                                            |
| Ryngold (leggendario) |        |  | Granduca/Re della Lituania: 1236–1263 |  |  | Moglie di Vismantas; Morta: 1262 circa |        |  |                                            |
| Ryngold (leggendario) |        |  | Granduca/Re della Lituania: 1236–1263 |  |  | Moglie di Vismantas; Morta: 1262 circa |        |  |                                            |
| Ryngold (leggendario) | Ruklys |  | Granduca/Re della Lituania: 1236–1263 |  |  | Moglie di Vismantas; Morta: 1262 circa |        |  |                                            |
| |        |  |                                       |  |  |                                        |        |  | Morto: 1263                                |
| |        |  |                                       |  |  |                                        |        |  |                                            |
| |        |  |                                       |  |  |                                        |        |  | Rupeikis                                   |
| |        |  |                                       |  |  |                                        |        |  | Morto: 1263                                |
| |        |  |                                       |  |  |                                        |        |  |                                            |
| |        |  |                                       |  |  | Nome ignoto (terza moglie)             |        |  |                                            |
| |        |  |                                       |  |  | Moglie di Dovmont, sorella di Morta    |        |  |                                            |
| |        |  |                                       |  |  |                                        |        |  |                                            |
| |        |  | Figlia                                |  |  | Nome ignoto                            |        |  | Lengvenis                                  |
| |        |  |                                       |  |  | Duca di Nalšia                         |        |  | Morto: dopo il 1260                        |
| |        |  |                                       |  |  |                                        |        |  |                                            |
| |        |  | Figlia                                |  |  | Vykintas o Erdvilas                    |        |  | Treniota                                   |
| |        |  |                                       |  |  | Duca di Samogizia                      |        |  | Granduca della Lituania: 1263–1264         |
| Fonte principale: (EN) Zigmantas Kiaupa; Jūratė Kiaupienė; Albinas Kunevičius, The History of Lithuania Before 1795, Istituto di Storia Lituana, Vilnius, 2000, ISBN 9986-810-13-2, p. 67. |        |  |                                       |  |  |                                        |        |  |                                            |